# مهران كاسابيان
مهران كريكور كاسابيان (25 أغسطس 1870 – 14 يوليو 1910) هو طبيب أمريكي أرميني، وأحد الباحثين الأوائل في الاستخدامات الطبية للأشعة السينية وعضو الهيئة التدريسية في كلية الطب في جامعة بنسلفانيا. شغل منصب مدير مختبر رونتغن راي في مستشفى فيلادلفيا العام ونائب رئيس كل من جمعية رونتغن راي الأمريكية (إيه آر آر إس) والجمعية الأمريكية للعلاج الكهربائي.
وُلد كاسابيان في مدينة قيصرية، ودرس في لندن وفيلادلفيا قبل التحاقه في صفوف فيلق مستشفى جيش الولايات المتحدة خلال الحرب الأمريكية الإسبانية. في الفترة التالية للحرب، أنهى دراسته في كلية الطب في جامعة بنسلفانيا ليصبح لاحقًا أحد المدرسين في الكلية نفسها. اخترع جهاز تحديد مواضع قادر على عرض الأضلاع بشكل مستدير عوضًا عن عرضها بشكل مسطح على صور الأشعة السينية. أولى كاسابيان اهتمامًا خاصًا في استخدام موجودات الأشعة السينية في إجراءات المحاكم. تولى أيضًا مهمة تمثيل الجمعية الطبية الأمريكية في المؤتمرات الدولية، وألف في عام 1907 كتابًا دراسيًا مؤثرًا عن العلاج الكهربائي وعلم الأشعة.
ناقش كاسابيان في ورقته البحثية المنشورة الأولى الآثار الجانبية للإشعاع، إذ اختبر بنفسه هذه المشاكل بشكل مباشر. نظرًا إلى تعامله اليومي مع الأشعة السينية في ذلك الزمن السابق لاستخدام واقيات الرصاص وتبنيها على نطاق واسع، عانى كاسابيان من حروق إشعاعية في يديه، واضطر لبتر إصبعين من أصابعه واختبر سرطان الجلد في غضون سنوات قليلة من بدء مسيرته المهنية كطبيب. انتشر السرطان في جميع أنحاء جسمه متسببًا في وفاته عم عمر ناهز 39 عام.

## الإصابات الناجمة عن الإشعاع
شملت غالبية الأعمال المبكرة لأخصائي الأشعة الكشف الفلوري، الذي سمح باختبار أحد أجزاء الجسم عبر تعرضه المستمر للأشعة السينية. شارك المخترع ذو النفوذ توماس أديسون في تطوير منظار الكشف الفلوري، الذي استخدمه الأطباء بعد اغتيال الرئيس ويليام ماكينلي في عام 1901 من أجل تحديد موقع الرصاصة. استلزم عمل كاسابيان على الكشف الفلوري تعرضه للإشعاع طوال زمن فحص الأشعة السينية الخاص بكل مريض. في حين لم يصب مرضاه بأي أذى جراء هذه الفحوص، تعرض كاسابيان لدرجة أكبر بآلاف المرات من الإشعاع مقارنة بمرضاه.
استند كاسابيان في ورقته البحثية المنشورة الأولى، الأشعة السينية كعامل مهيج (1900)، إلى سنتين من الخبرة في فحوصات الأشعة في الكلية إلى جانب خبرته في الحرب الأمريكية الإسبانية. ناقش في تلك الورقة إصابته ببعض التلف النسيجي الناجم عن الإشعاع في يديه. لاحظ كاسابيان وجود مناطق حمراء على جلد يديه في وقت سابق من ذلك العام. في البداية، اعتقد أن المشكلة متعلقة باستخدام الميتول في تطوير أفلام الأشعة السينية، إلا أنها استمرت حتى بعد استخدامه قفازات المطاط عند التعامل مع الميتول.
في عام 1902، اختبر كاسابيان عددًا من الحروق الإشعاعية الخطيرة في يديه. بعد ست سنوات، تعرض إصبعان من يده اليسرى للنخر وتحتم بترهما. احتفظ كاسابيان بمفكرة وصور عن يديه خلال مراحل ترقي الإصابة النسيجية. أدرك كاسابيان أنه من غير المحتمل كون إصابته المرتبطة بالإشعاع حالة معزولة. شمل كتابه المدرسية لعام 1907 العديد من الصفحات حول إصابات الأشعة السينية، ملخصًا 12 قضية قانونية مرفوعة من قبل المرضى المتعرضين لإصابات إشعاعية ضد أطبائهم.
في عام 1909، شُخصت إصابة كاسابيان بسرطان الجلد، الذي اعتُقد أنه ناجم عن التعرض للإشعاع. انتشر السرطان إلى كامل الذراع. أجرى أيضًا عملية جراحية على يد أطبائه، بمن فيهم جراح فيلادلفيا ويليام ويليامز كين. كان كاسابيان مصممًا على الاستمرار في عمله خلال فترة مرضه؛ لم يرغب في كشف سبب مرضه المرتبط بالتعرض للإشعاع لمرضاه. كان كاسابيان محيطًا بقلق بعض المرضى قبل خضوعهم لدراسات الأشعة السينية. شارك في العديد من المؤتمرات التي ناقش فيها إعطاء وسائل التهدئة لمثل هؤلاء المرضى. كانت واقيات الرصاص متوفرة بالفعل، لكنه لم يكن هناك أي إرشادات سلامة موحدة لاستخدام الأشعة السينية. لم يستخدم كاسابيان أو أحد من أخصائي الأشعة الآخرين هذه الواقيات؛ إذ شعروا أن مآزر الرصاص غير عملية، أو غير ضرورية أو مسببة لقلق المرضى. جادل كاسابيان أيضًا ضد استخدام كلمة الحروق عند وصف الإصابات الإشعاعية، معتقدًا بأن استخدام مثل هذه المصطلحات من شأنه إثارة قلق العامة وإعاقة التقدم الذي أمكن إحرازه في هذا المجال.